# Канан
Канан (яп. 河南町 Канан-тё:) — посёлок в Японии, находящийся в уезде Минамикавати префектуры Осака. Площадь посёлка составляет 25,26 км², население — 16 558 человек (1 августа 2014), плотность населения — 655,50 чел./км².

## Географическое положение
Посёлок расположен на острове Хонсю в префектуре Осака региона Кинки. С ним граничат города Тондабаяси, Кацураги, посёлок Тайси и село Тихаяакасака.

## Население
Население посёлка составляет 16 558 человек (1 августа 2014), а плотность — 655,50 чел./км². Изменение численности населения с 1980 по 2005 годы:
| 1980 | 13 967 чел. |  |
| 1985 | 14 390 чел. |  |
| 1990 | 14 588 чел. |  |
| 1995 | 15 913 чел. |  |
| 2000 | 17 341 чел. |  |
| 2005 | 17 545 чел. |  |

## Символика
Деревом посёлка считается сакура, цветком — лилия.